# Kampaň NOH8

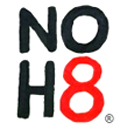
Logo Kampaně NOH8

Kampaň NOH8 (čteno „no hate“ = „bez nenávisti“) je dobročinná organizace ve Spojených státech amerických, jejímž posláním je podporovat rovnost manželství, pohlaví a lidská práva prostřednictvím vzdělávání, obhajoby, sociálních médií a vizuálního protestu.

## Vznik a koncept
Kampaň byla vytvořena roku 2009 fotografem celebrit Adamem Bouskou a jeho partnerem Jeffem Parshleyem v přímé reakci na zákon Proposition 8 dne 4. listopadu 2008. Zákon zakazoval ve státě Kalifornie stejnopohlavní manželství a vzbudil vlnu odporu v LGBT komunitě. Organizace vzešla z bezprostřední soukromé iniciativy jmenovaného páru, původně bez větších aktivistických ambicí.
Zakladatelé svůj projekt popisují jako fotografický tichý protest. Snímky představují portréty lidí s ústy přelepenými stříbrnou páskou a se symbolem „NOH8“ namalovaným na tváři. Páska má symbolizovat hlasy umlčované zmíněným zákonem a podobnými právními předpisy po celém světě. Zkratka „NOH8“ čtená jako „no hate“ využívá zvukové podobnosti číslovky osm a slova hate (nenávist), lze ji přeložit jako „(nechceme) žádnou nenávist“.

## Účast a ohlasy
Fotografie jsou uváděny na internetových stránkách kampaně, jakožto i na různých sociálních sítích, jako je Facebook, Myspace, nebo Twitter, stejně jako ve virtuálním světě kampaně Second Life. Ačkoli oficiální snímky kampaně pořizuje především sám Adam Bouska, řada lidí fotí i vlastní snímky. V září 2010 kampaň zahrnovala 6 200 portrétů. Téměř po čtyřech letech od počátku kampaně vzniklo více než 33 000 fotografií. Kampaň začala s portréty běžných Kaliforňanů různých národností a sociálních skupin, ale jak rostla její popularita, své fotografie přidávala i řada celebrit.
Mezi celebritami to jsou ku příkladu zpěvák Ricky Martin, herečka Tori Spelling s rodinou, herec a zpěvák John Barrowman, David Hasselhoff, herec Christopher Gorham s rodinou, herečka Pauley Perrette, zpěvačka Liza Minnelliová, moderátor Larry King, podnikatelka a manželka prezidentského kandidáta Johna McCaina Cindy McCainová, herec Alan Cumming, herec Josh Hutcherson, hudebník a komik Weird Al Yankovic, Kathy Griffinová. Svou podporu vyjádřila také řada – převážně demokratických – politiků. V roce 2013, v kontextu kontroverzí kolem zimní olympiády v Soči a ruského anti-gay zákona podpořil kampaň tým ruských sportovců účastnících se sportovní a kulturní LGBT události World Outgames 2013 v belgických Antverpách.

## NOH8 v Česku
První focení v Česku proběhlo 18. srpna 2013 v rámci festivalu Prague Pride, kdy přijel Adam Bouska osobně.